# Asokore Mampong (distrito)
Asokore Mampong es un distrito de la región de Ashanti, Ghana. En septiembre de 2018 tenía una población estimada de 363 692 habitantes.
Se encuentra ubicado en el centro-sur del país, cerca de la ciudad de Kumasi, del lago Bosumtwi y al oeste del lago Volta. 